# HŠK Concordia Zagreb (nogomet)
HŠK Concordia je bio nogometni klub iz Zagreba. 
Concordia, Hrvatski športski klub (HŠK) je bio klub s više sportskih disciplina osnovan u Zagrebu. Budući da su osnivači bili srednjoškolci, klub je osnovan kao Srednjoškolski športski klub (do 1911.). 
Protiv Concordije je 25. srpnja 1909. svoju prvu utakmicu odigrao Nogometni i sportski klub Oxford. Utakmica je završila 6:4 za Concordiju.
Komplenta momčad Concordije bila je mobilizirana tijekom Prvog svjetskog rata. Za vrijeme Prvog svjetskog rata 1916. nastupala je momčad zvana Concordija 1916. Godine 1918. došlo je do fuzije bivše Viktorije i Concordije u klub naziva Concordia-Viktorija (također navođen kao C – V, V.C.), Fuzionirali klub prestao je djelovati tijekom ljeta 1919. kada dolazi do podjele na Concordiju i Viktoriju.
Jedna od najvažnijih akcija bila je izgradnja igrališta na Tratinskoj cesti (današnji stadion u Kranjčevićevoj), tada najvećeg u Zagrebu, koja je završena 1921. Dotad je Concordia nastupala na srednjoškolskom igralištu zvanom Elipsa (današnje igralište u Klaićevoj). Na igralištu Concordije odigrana je 1931. prva utakmica pod rasvjetom (sastale su se gradske vrste Zagreba i Madrida). 
U sastavu kluba osim nogometne, djelovale su i sekcije za mačevanje, atletiku, skijanje, hokej na travi, tenis i stolni tenis. Nogometna selekcije osvojila je jugoslavenska prvenstva 1930. i 1932. te prvenstvo Hrvatske 1942. Do 1940. predsjednici kluba bili su E. Rosmanith (1906. – 1911.), J. Reberski, (1912. – 1922.), R. Rosmanith (1923.), M. Pajnić (1924.), M. Bosnić (1925. – 1932.) te L. Thaller (1933. – 1940.). 
Najpoznatiji igrači bili su: Pavelić, Babić, Belošević, Jazbec, Zvonimir Monsider, Pavletić, Franjo Rupnik, Slavko Kodrnja i Karlo Muradori. Od ostalih športaša najpoznatiji su bili tenisač Punčec i atletičar Buratović. Klub je djelovao i za vrijeme NDH, a 1945. preimenovan je u Zeleni 1906.
Klupska adresa 1925. i 1932. bila je Kazališna kavana. Klupske boje 1932. bile su zelena i bijela.
NK Zagreb je za svoj treći dres odabrao zelenu boju u čast Concordije na čijem stadionu nastupa.

## Klupski uspjesi
- Prvenstvo Kraljevine Jugoslavije: 1930., 1931./32.
- Prvenstvo Hrvatske: 1942.
- Hrvatski kup: 1941. – drugi

## Rezultati po sezonama
(popis nepotpun)
- 1912./13.: drugi
- 1913./14.: prvi
- 1918./19.: treći
- 1940./41.: treći
- 1941. drugi
- 1942. prvi

## Vanjske poveznice
- Bogdan Cuvaj, Hrvatski športski klub Concordia u Zagrebu 1906 — 1919., Povijest sporta, lipanj 1977., br. 31.
- Bogdan Cuvaj, Nogometna sekcija HŠK Concordije, Zagreb 1919 — 1944., Povijest sporta, rujan 1977., br. 32.